# San Sebastián de Sacraca
San Sebastián de Sacraca es un pueblo del distrito de Lampa (provincia de Páucar del Sara Sara) ubicado geográficamente en Ayacucho. Se halla a la latitud sur de 15° 12' 56.2" S (-15.21559880000) y latitud oeste de 73° 20' 48" W (-73.34667345000); ubicado en una altitud de 2691 msnm.
Conocido como "Jardín Florido" por los habitantes los cuales son un estimado de 392 viviendas.

## Historia
Perteneciente a las rutas y paradas de la era del Tahuantisuyo y más tarde parte de la conquista realista siendo lugar de asentamiento para viajeros y exploradores coloniales que terminarían formando este pueblo. Poco se sabe de la historia antes de la época contemporánea más esta se repleta de leyendas y mitos que dan explicación a sucesos religiosos, espirituales (de la naturaleza o sobrenatural). Cabe resaltar su participación en la política de la región con un índice en aumento población, que claramente es mayor al del mismo pueblo distrito.
Afectada también durante la época del terrorismo en la década de 1980, con un índice casi nulo de víctimas, causa de la inmigración de algunos pobladores hacia la costa no marcando la gran diferencia. Actualmente goza de bienestar ambiental, político , económico y social.
San Sebastián de Sacraca destaca además por ser conservadora de tradiciones que hasta hoy en día se practican, estimulador además de ferias y eventos culturales propios de la región o el poblado.

## Flora y fauna
Su flora se ve descrita por los típicos herbarios de una zona seca, destacan los cactus andinos, los durazneros, ciruelos andinos, membrilleros, manzanos, kiwicha,etc. , los frutos son recolectados para el comercio o propio sustento de la población destacando la tuna (por temporada) y el cultivo de frutos de árbol.
En fauna se logra tener un amplio reconocimiento de especies ya que la mayoría de pobladores de la región se dedica a la ganadería para propio consumo y producción de suministros, criando ovejas, cabras, vacas, toros, gallinas, gallos, burros, cuyes, etc.
Su gran variedad de especies les permite el sustento económico de la población.

## Fiestas patronales
- Fiesta al patrón San Sebastián y San Isidro Labrador
- Fiesta del Querojayles (Kerojayle) en honor al señor de Lampa
- Fiesta a la Virgen de los Desamparados
- Aniversario del Pueblo
- Los carnavales

## Atractivos turísticos
Se encuentran piedras con inscripciones descifrables, se cree cuando los españoles estuvieron por la zona cuando sacaban oro lo trasportaban en animales de carga, cuando estos morían por el esfuerzo o accidentes, enterraban los minerales que trasladaban y dejaban rótulos en las piedras. 
Restos arqueológicos de “Patahuasi” (casa de encima) es probable eran viviendas de los Chancas cuando llegaron los españoles abandonaron sus casas circulares, aún quedan vestigios.
El cerro “Codor Armana” donde sobrevuelan los cóndores.
“Pinsinillo”, piedras donde se encuentran huellas de animales prehistóricos o podrían ser de los incas.
“Ccalaoscco” cueva vacía.
“León Rumi” piedra de león.
“Quichualla”, es un fundo que se encuentra ubicado en la profundidad de la quebrada en las riberas del rio Huanca Huanca, donde producen frutales como: manzanas, paltas, duraznos, mangos, plátanos, papayas, entre otros. 
El avión de guerra de la FAP N° 277 se precipitó a tierra en 1957 cerca del estadio. Su estructura fue llevada por los pobladores a la Plaza de Armas donde se conserva como reliquia.

## Artesanías
Se confeccionan apachas, zapatos, bolsos, canastas a base de cheschilla y carrizo,
Los odres, eran confeccionados a base del cuero del chivo hasta la década del 70 tuvo su apogeo, estos envases servían para guardar el “cañazo” que traían desde Majes.

## Gastronomía
Jallpa, picante de cuye, sopa de mote, trucha, watia de achira, picante de atajo, sangrecita de chivo.